# Gulbrandsen Lake
Der Gulbrandsen Lake war ein 800 m langer Gletscherrandsee nördlich des Neumayer-Gletschers auf Südgeorgien. Er lag im Gulbrandsen Valley.
Teilnehmer der britischen Quest-Expedition (1921–1922) kartierten ihn und gaben ihm den Namen White City. Dieser setzte sich jedoch nicht durch. Das UK Antarctic Place-Names Committee benannte ihn 1957 nach Gunnar Gulbrandsen, Tischler der Compañía Argentina de Pesca in Grytviken von 1927 bis 1930, Zimmerer in Stromness zwischen 1945 und 1946 sowie ab 1946 für einige Jahre in unterschiedlicher Funktion für die im Leith Harbor ansässige Walfangstation tätig.
Infolge des Rückzugs des Neumayer-Gletschers lief der See in die Cumberland West Bay aus und ist seit 2010 ausgetrocknet.